# 간절곶

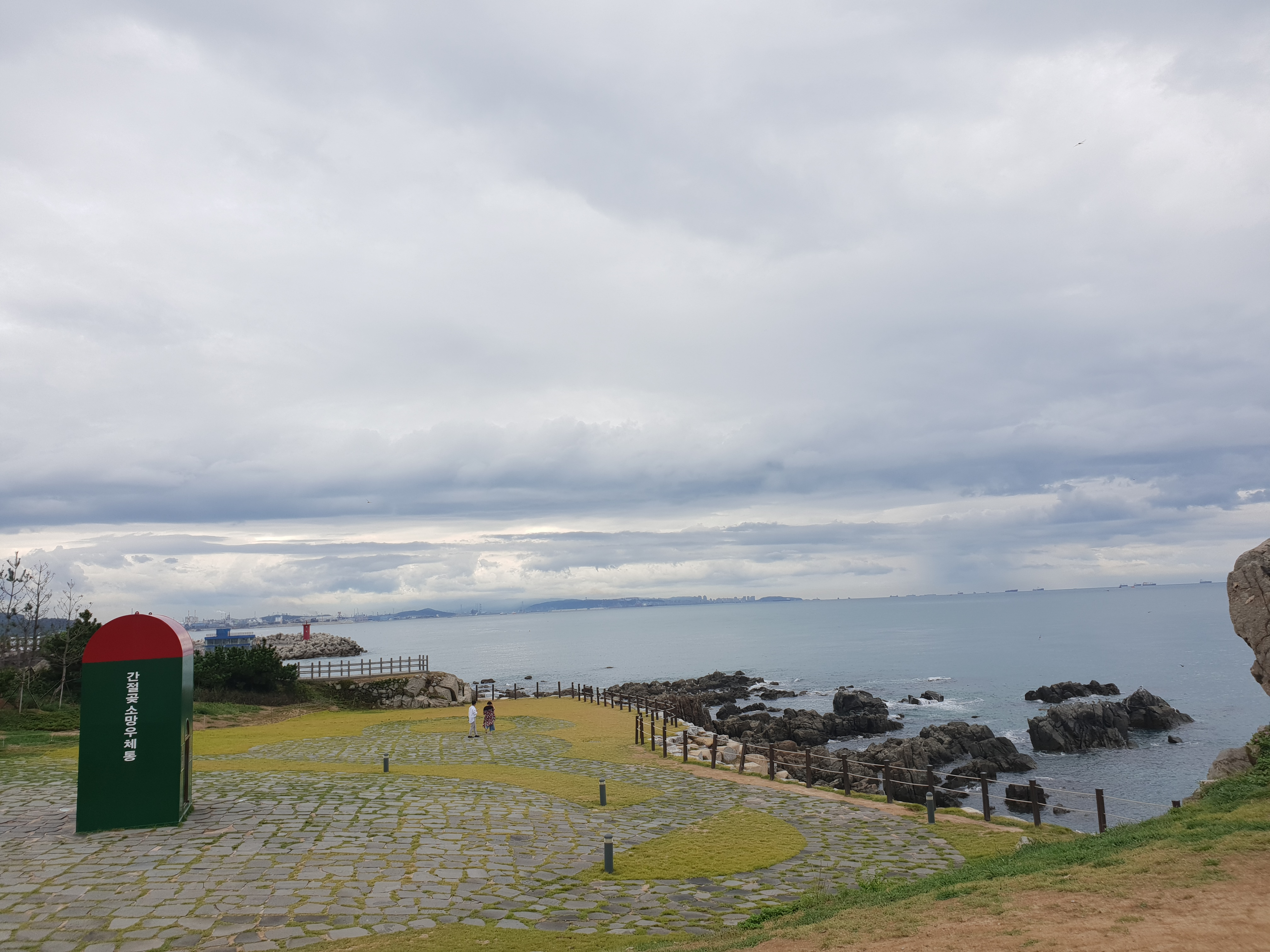
간절곶

간절곶(艮絶串)은 대한민국 울산광역시 울주군 서생면 대송리에 위치한 곶이다. 대한민국의 육지 지역에서 해가 가장 먼저 뜨는 장소들 중 하나이자 1월 1일 신년 일출 명소 중 하나다.
그러나 대한민국의 육지 최동단은 아니다.
우리나라 육지에서 해가 가장 먼저 뜨는 곳으로 매년 새해 해맞이 축제를 개최한다. 동해안에서 가장 먼저 떠오르는 해를 볼 수 있는 곳으로 알려져 있다. 영일만의 호미곶보다 1분 빠르게, 강릉의 정동진보다도 5분 빨리 해돋이가 시작된다. 주위에 있는 울산 지역의 진하해수욕장, 서생포왜성과 함께 새로운 명소로 인기를 얻고 있어 관광객들이 많이 찾는다. 간절곶등대는 바다를 바라보고 우뚝 서 있으며 흰색이다. 등대 앞은 솔 숲인데, 울창하지는 않지만 꼬불꼬불한 모양이 정겹다.
간절곶은 먼 바다에서 바라보면 뾰족하고 긴 간짓대(대나무 장대)처럼 보여 유래한 지명이다. 『조선지형도』(장생포)에는 간절갑(艮絶岬)으로, 『조선지지자료』에는 간졀포로 각각 기록하고 있다. 동경 129도 21분 50초, 북위 35도 21분 20초에 위치한 간절곶은 새천년 밀레니엄의 첫 해돋이 때문에 알려진 곳이다. 새천년 기념비와 함께 조각공원이 조성되어 있고, 언덕에는 등대가 있다. 예전에 사용하던 등탑(등대 상단부)을 지상에 내려놓아 관람이 가능하며, 등대에서 숙박하는 이벤트도 진행하고 있다. 북쪽 서생포와 남쪽 신암리만 사이에 돌출된 부분이다. 대부분 암석해안으로 이루어져 있으며, 간절곶 등대가 있다. 간절곶이라는 이름은 먼 바다에서
간절곶을 바라보면 긴 간짓대(대나무로 된 긴 장대)처럼 보인다 하여 붙여졌다. 정동진, 호미곶과 함께 동해안의 대표적인 일출 명소로 알려져
있다. 간절곶의 일출은 정동진보다는 5분, 호미곶 보다는 1분 빨라 전국에서 가장 먼저 해돋이를 감상할 수 있다.

## 개설
간절곶은 국립천문대와 새천년준비위원회가 한반도에서 새천년의 해가 가장 먼저 뜨는 곳으로 발표되었다. 간절곶은 육지에서 정동진이나 포항 호미곶, 부산 해운대 등지보다 1분 이상 일출이 빠른데, 2000년 1월 1일에는 오전 7시 31분 26초에 해가 떴다.

## 명칭 유래
간절은 먼 바다에서 바라보면 과일을 따기 위해 대나무로 만든 뾰족하고 긴 장대를 가리키는 간짓대처럼 보인다는 데에서 유래된 지명이다. 곶은 육지가 바다로 돌출해 있는 부분을 의미하므로 간절곶으로 부르게 되었다. 조선 초기에는 넓고 길다는 의미를 가진 이길곶으로 불리기도 하였고,『조선지지자료』에는 간절포로 기록되어 있다.
이길(爾吉)은 지금의 간절곶 일대에 설치되었던 이길봉대(爾吉烽臺)라는 봉수대의 명칭에서 지명을 확인할 수 있다. 일제강점기에는 간절갑(艮絶岬)으로 바꾸어 불렀으며, 이는 1918년에 제작된 『조선오만분일지형도(朝鮮五万分一地形圖)』에서 확인할 수 있다. 이로 인해 간절갑으로 불리다가 지방자치단체의 관광지 조성계획에 따라 간절곶으로 불리고 있다.

## 자연환경
동경 129도 21분 50초, 북위 35도 21분 20초 지점에 위치한 간절곶은 부산의 남항에서 동북 방향으로 약 '39km' 지점에 있으며 육지에서 바다로 돌출된 지역이다. 곶의 서쪽에서 봉화산 산줄기가 동쪽으로 완경사를 이루다가 간절곶에 이르면 매우 평탄한 지형을 형성한다. 주변 평지에서는 밭농사가 주로 이루어진다.
북쪽의 진하에서 남쪽의 기장에 이르기까지 지형의 기복이 거의 없고 해발고도가 '200m' 이하인 구릉성 산지와 해안단구의 평탄면이 연속적으로 분포한다. 해안가는 바위와 암석으로 이루어져 있다. 암석으로 이루어진 해안가에서는 일반적으로 절벽이 나타나는데 반해, 간절곶에서는 해안절벽을 보기 어렵다. 간절곶 주변은 난류와 한류가 혼합되는 구역으로, 수온은 4월이 가장 낮고 8월에 가장 높다.

## 시설

### 해맞이공원
간절곶은 해맞이공원으로 조성되어 있으며, 이곳에는 등대와 우체통, 풍차, 드라마 세트장이 자리해 있다.
등대 주변으로는 각종 조형물들이 모여 있어 포토존으로 이용되며, 그 중에서 특히 '사랑의 등대'는 커플들의 프로포즈를 위한 조형물로 마련되어 있다. '사랑의 등대'는 우선 여자가 등대 위 작은 하트 위에 서고, 남자는 등대 아래 큰 하트 위에 서게 되면 3초 후 프러포즈 노래가 나온다. 남녀가 함께 큰 하트 위에 올라서면 축하노래가 나오는 식으로 작동된다.

### 드라마세트장
간절곶에는 드라마세트장이 있다. 이곳은 울주군이 2010년 원전지원금 40억원을 들여 세운 건물로, 영화 《한반도》, 드라마 《욕망의 불꽃》, 《메이퀸》 등의 촬영 세트장으로 사용됐다. 2016년 현재 1층은 갤러리, 2층은 카페로 개조해 이용되고 있다.
드라마세트장은 지중해식 별장처럼 꾸며진 곳으로 들어가면 간절곶에서 촬영된 작품들의 포스터가 걸려 있다. 바다가 보이는 정원에는 드라마 속 주인공의 전신사진이 세워져 포토존 역할을 하고 있다. 포스터 외에도 드라마 장면들과 등장인물들의 사진이 전시되어 있다.  2021년 말 서생관광단지 조성에 따라 철거될 예정이었으나, 임차인의 명도소송으로 인해 철거가 중단됐다.

## 관광
간절곶에서는 매년 12월 31일부터 다음날 1월 1일 일출 시까지 간절곶 해맞이 축제가 진행된다. 해맞이 축제로선 가장 규모가 큰 축제로, 관광객이 전국적으로 몰려와 매년마다 10만명 이상의 관람 기록을 세우는 축제이다.
2016년 7월 22일에는 닌텐도의 모바일용 증강현실 게임인 《포켓몬 Go》가 일본에서 출시되면서, 간절곶을 중심으로 한 울산 지역이 일본 서비스 권역과 우연히 겹치게 되어 플레이 가능 지역이 되기도 했다. 정식 출시 이전에 플레이가 가능해지면서, 속초시 주변의 강원도 최동단 지역과 함께 포켓몬 고를 미리 플레이하려는 게이머들이 상당수 방문하며 특수를 누렸다. 간절곶 등대에 있는 소망 우체통은 게임상에서 체육관으로 인식되어 표시되기도 했다.

## 현황
한반도에서 해가 제일 먼저 뜨는 곳으로 알려지면서 매년 간절곶을 찾는 인파가 증가하고 있으며, 우리나라를 대표하는 일출 여행지가 되었다. 우리나라에서 해가 가장 일찍 뜨는 곳은 독도이지만 간절곶에 해가 떠야 한반도에 아침이 온다는 의미를 지닌 ‘간절욱조조반도(艮絶旭肇早半島)’라는 말도 전해진다.
2000년에 세워진 간절곶 표지석에는 “이곳을 찾은 분과 그 후손은 새천년에 영원히 번성할 것입니다.”라는 글귀가 새겨져 있다. 매년 12월 31일부터 그 다음날인 1월 1일까지 간절곶 해맞이 축제가 개최된다.
또 우리나라에서 가장 큰 우체통인 소망우체통이 설치되어 있는데, 우체통의 높이는 5m에 달하고 너비는 2.4m이다. 신라시대의 충신인 박제상 부인과 그의 딸을 추념하는 모녀상과 새천년을 기념하여 건립한 새천년 기념비 등이 있다.
이곳에는 1920년 3월 26일에 등대가 설치된 이후, 2001년에 높이 17m의 등대가 새롭게 설치되었다. 간절곶등대는 백색 팔각형의 본체에 10각형으로 된 전통 한옥형태인데, 동으로 만든 기와지붕을 얹어 전망대 형식으로 만들어졌다. 등대 옆으로는 간절곶항로표지관리소가 자리한다.
간절곶으로 연결되는 해안길의 명칭은 한반도의 새해를 여는 간절곶의 명칭과 해맞이를 통해 소망을 기원하는 사람들의 바람을 포함하는 ‘간절곶 소망길’로 정해졌다. 한편 간절곶의 서쪽을 통과하는 국도 제31호선의 도로명은 ‘해맞이로’이다.

## 같이 보기
- 호미곶
- 문무대왕릉